# 760er
Portal Geschichte | Portal Biografien | Aktuelle Ereignisse | Jahreskalender | Tagesartikel

◄ |
7. Jh. |
8. Jahrhundert
| 9. Jh. | ►

◄ |
730er |
740er |
750er |
760er
| 770er | 780er | 790er | ►

760 |
761 |
762 |
763 |
764 |
765 |
766 |
767 |
768 |
769

## Ereignisse

### Politik und Weltgeschehen
- 768: Karl der Große († 814) und Karlmann I. († 771) werden gemeinsam Könige der Franken.

### Wissenschaft
- Araber übernehmen das indische Zahlensystem und entwickeln die Algebra und die Trigonometrie.